# Tạp chí nhiếp ảnh và đời sống

Logo của Tạp chí Nhiếp ảnh và Đời sống

Tạp chí Nhiếp ảnh và Đời sống là cơ quan ngôn luận của Hội nghệ sĩ Nhiếp ảnh Việt Nam.
Tạp chí thực hiện chức năng hoạt động báo chí, chức năng thông tin lý luận và thực tiễn trong lĩnh vực nhiếp ảnh và đời sống theo Giấy phép hoạt động báo chí số 468/GP-BTTT do Bộ Thông tin và Truyền thông cấp. Tạp chí Nhiếp ảnh và Đời sống được xuất bản số đầu tiên vào năm 1978 với tên gọi “Tạp chí Nhiếp ảnh”, được Phủ Thủ tướng cấp phép ngày 02/01/1978. Đến năm 2017, sau khi thay đổi cơ chế từ bao cấp sang hoạt động theo cơ chế tự chủ, dưới sự dẫn dắt của nhà báo - nghệ sĩ nhiếp ảnh Hồ Sỹ Minh, Tạp chí đổi mới chất lượng nội dung, hình thức bằng nguồn kinh phí xã hội hoá, tự chủ, theo đó Tạp chí cũng đã làm tờ trình xin phép Bộ TT&TT và được chấp nhận thay đổi tên gọi mới “Tạp chí Nhiếp ảnh và Đời sống”.
Tạp chí Nhiếp ảnh và Đời sống đã góp phần định hướng sáng tác đúng đắn cho nghệ thuật nhiếp ảnh Việt Nam trong suốt quá trình phát triển. Đó là việc nêu cao tiêu chí chân - thiện - mỹ. Ngay từ những số đầu tiên, các bài viết phân tích, bình luận ảnh, chứng minh các dẫn chứng, hình ảnh xưa và nay, Đông và Tây, trên Tạp chí đều xoay quanh tiêu chí đó.

## Thành viên
Tổng Biên tập: Hồ Sỹ Minh, Phó Chủ tịch Thường trực Hội Nghệ sĩ Nhiếp ảnh Việt Nam, Trưởng Ban Lý luận Phê bình, Tước hiệu: E.VAPA/G. 